# سعید غاندی
سعید غاندی (انگلیسی: Said Ghandi؛ زادهٔ ۱۹۴۷) بازیکن سابق فوتبال اهل مراکش است.
وی عضو تیم ملی فوتبال مراکش در جام جهانی فوتبال ۱۹۷۰ بوده است.